# Charlotte Löwensköld
Charlotte Löwensköld ist der Titel eines Romans der schwedischen Schriftstellerin Selma Lagerlöf. Der Roman erschien 1925 und bildet den zweiten Teil der Löwensköld-Trilogie. Der Roman spielt im Värmland im ersten Drittel des 19. Jahrhunderts und handelt von der Liebe der jungen Charlotte Löwensköld zu dem Pfarrer Karl-Artur Ekenstedt. Auf Grund einer Reihe von Missverständnissen wird die Verlobung der beiden aufgelöst, und Charlotte kämpft verzweifelt und letztlich vergebens darum, sich mit Karl-Artur zu versöhnen.

## Handlung
(Zur Vorgeschichte siehe Der Ring des Generals.)
In Karlstad wächst der junge Karl-Artur Ekenstedt in einer reichen Oberklassenfamilie auf. Seine Mutter, eine geborene Löwensköld und Schwester jenes Adrian Löwensköld, der von dem Gespenst des toten Generals einst fast zu Tode erschreckt worden wäre, liebt ihn abgöttisch. Unter dem Einfluss eines pietistischen Freundes entschließt sich Karl-Artur, Theologie zu studieren. Er wird Hilfspfarrer in Korskyrka. Im dortigen Pfarrhaus lernt er die junge Charlotte Löwensköld, Angehörige einer Nebenlinie der Löwenskölds, kennen und verlobt sich mit ihr. Karl-Artur will ein einfaches Leben als Nachfolger Christi führen und lehnt es ab, sich um eine gute Stellung zu bemühen und Karriere in der Kirchenhierarchie zu machen.
Der noch junge, aber schon verwitwete reiche Bergwerksbesitzer Schagerström hält um Charlottes Hand an. Charlotte lehnt entrüstet ab, aber Karl-Artur unterstellt ihr, dass sie Schagerström nur deshalb abgewiesen habe, weil sie hoffe, dass Karl-Artur Karriere mache und dann eine noch bessere Partie sei. Voller Wut löst er die Verlobung auf und erklärt, Gott selbst solle die richtige Braut für ihn bestimmen: Die erste ledige Frau, die er auf der Straße trifft, soll seine Frau werden. Karl-Artur läuft auf die Landstraße, wo er die schöne, aber ungebildete und einfache Anna Svärd, eine Hausiererin aus Dalarna, trifft und sich mit ihr verlobt.
Charlotte versucht verzweifelt, sich mit Karl-Artur zu versöhnen. Sie demütigt sich und nimmt alle Schuld auf sich, aber eine Versöhnung kommt nicht zustande. Charlotte verlobt sich sogar mit Schagerström – nicht, weil sie ihn liebt, sondern weil sie Karl-Artur liebt und denkt, wenn sie auf diese Weise demonstriert, dass sie Schuld am Bruch des Verlöbnisses ist, behält Karl-Artur die Liebe seiner Eltern und die Achtung der Gemeinde. Aber alles ist vergebens: Karl-Artur gerät unter den Einfluss der intriganten und hinterhältigen Thea Sundler, die Ehefrau des Organisten und Tochter jener Malvina Spaak, die einst Adrian Löwensköld das Leben gerettet hat. Thea Sundler, heimlich in Karl-Artur verliebt, hetzt mit kleinen Gemeinheiten und wohlplatzierten giftigen Bemerkungen Karl-Artur immer wieder gegen Charlotte auf.
Karl-Artur hat inzwischen durch mitreißende Predigten und wohltätiges Handeln die Liebe der ganzen Gemeinde erworben. Aber bei einem Besuch in Karlstad kommt es wegen seiner Verlobung mit Anna Svärd zu einem Streit mit seinen Eltern. Karl-Artur beschimpft seine Eltern, wirft ihnen vor, kein Verständnis für ihn und seine christlichen Ideale zu haben, und bricht mit ihnen.
Charlotte ist hierüber unglücklich, da sie weiß, wie wichtig für Karl-Artur die Liebe seiner Mutter ist. Thea Sundler macht Charlotte einen Vorschlag: Wenn Charlotte sofort Schagerström heiratet, wird sie im Gegenzug Karl-Artur veranlassen, sich mit seiner Mutter zu versöhnen. Charlotte ist verzweifelt, aber aus Liebe zu Karl-Artur willigt sie ein. Als Charlotte erfährt, dass Karl-Artur sie auf einem Gebetstreffen durch eine scheinbar mitfühlende, in Wahrheit aber herabsetzende Fürbitte lächerlich gemacht hat, erkennt sie, dass Karl-Artur ihre Liebe getötet hat. Sie begreift, dass Schagerström etwas hat, was Karl-Artur fehlt: Er kann lieben. Mit neuen Gefühlen geht sie in die Ehe mit Schagerström.

## Bedeutung
Obwohl Charlotte Löwensköld im gleichen Jahr wie Der Ring des Generals erschien, ist Charlotte Löwensköld in einem völlig andern Stil geschrieben. An die Stelle der düsteren Strenge des ersten Teils der Trilogie tritt in Charlotte Löwensköld eine breite, detailreiche und sogar humorvolle Erzählweise. Tatsächlich sind manche Szenen von fast komödienartiger Natur, etwa wenn Charlotte Thea Sundlers Locken abschneidet, oder wenn sich Charlotte in der dunklen Postkutsche gegenüber Schagerström als Thea Sundler ausgibt. Der Ring und der auf ihm liegende Fluch wird nur in kurzen, beiläufigen Sätzen erwähnt, bleibt aber im Hintergrund präsent.
In Wahrheit bildet Charlotte Löwensköld aber eine Tragödie: Karl-Artur Ekenstedt rennt, obwohl er ein äußerst begabter Mann ist und lauter gute Absichten hat, blindlings ins Verderben, weil er zur Kommunikation mit anderen Menschen und zum Mitgefühl unfähig ist, und weil ihm das Wichtigste fehlt: Die Fähigkeit zu lieben. In einer Szene wird direkt ausgesprochen, dass Kartur-Arturs Unfähigkeit zu lieben daher rührt, dass er von seiner Mutter zu sehr geliebt wurde. Dies unterscheidet ihn grundlegend von Schagerström, der von seiner Mutter abgelehnt wurde. Die tragisch endende Eltern-Kind Beziehung verweist zurück auf Der Kaiser von Portugallien, wird hier aber noch stärker psychologisch vertieft.
Mit Karl-Arturs Unfähigkeit zu lieben hängt auch sein Hang zum Fanatismus zusammen. Obwohl Karl-Artur viel Gutes bewirkt, praktiziert er sein Christentum auf eine zunehmend hartherzige und intolerante Weise. „Das ist ein unbarmherziger Gott, an den du glaubst“, hält ihm sein Vater vor.
Die Handlung beruht in groben Zügen auf einem Vorfall, der sich im 19. Jahrhundert wirklich zugetragen hat: Selma Lagerlöf studierte Unterlagen über einen Pfarrer, der sich mit seiner Verlobten überworfen hatte, die nächste ledige Frau, die er trifft, heiraten wollte und dann eine Hausiererin aus Dalarna heiratete. Vorbild für den Ort Korskyrka war Karlskoga, wo Selma Lagerlöf einst konfirmiert wurde.
Im dritten Teil der Trilogie, dem 1928 erschienenen Roman Anna, das Mädchen aus Dalarne, wird das weitere Schicksal von Karl-Artur Ekenstedt, Anna Svärd und Charlotte Löwensköld geschildert.

## Ausgaben

### Schwedisch
- Albert Bonniers Förlag, 2005, ISBN 91-0-010743-3.

### Deutsch
- Die Löwenskölds. Lübbe, Bergisch Gladbach 1983, ISBN 3-404-10298-3.
- Die Löwenskölds. Dt. Taschenbuchverlag, München 1987, ISBN 3-423-10816-9.

## Verfilmung
- 1979 – Die Liebe der Charlotte Löwensköld (Charlotte Löwensköld) – Regie: Jackie Söderman